# Шумаково (Орловская область)
Шумаково — деревня в Кромском районе Орловской области России. 
Входит в Кривчиковское сельское поселение в рамках организации местного самоуправления и в Кривчиковский сельсовет в рамках административно-территориального устройства.

## История
Является одним из старейших населённых пунктов в окрестности: нанесена ещё на карту Орловской провинции.

## География
Расположена на реке Ока, в 7 км к востоку от райцентра, посёлка городского типа Кромы, в 32 км к юго-западу от центра города Орёл.
Восточнее, на противоположном берегу Оки, находится центр Кривчиковского сельского поселения (сельсовета) — село Кривчиково.

## Население
| 2002 | 2010 |
| ---- | ---- |
| 258  | ↘221 |

Согласно результатам переписи 2002 года, в национальной структуре населения русские составляли 99 % от жителей.